# Сартбаева, Жанна Сабитовна
Жанна Сабитовна Сартбаева (род. 16 августа 1973, Алма-Ата) — казахстанский государственный деятель, дипломат, чрезвычайный и полномочный посол Казахстана в Финляндии (c 2019).

## Биография
Родилась 16 августа 1973 года в Алма-Ате в Казахской ССР.
В 1995 году окончила Казахскую государственную академию управления.
С 1997 года работала атташе, а позднее третьим секретарём Посольства Казахстана в Малайзии.
В 2001 году назначена вторым секретарём департамента двустороннего сотрудничества МИД Казахстана, а с 2002 года — вторым секретарём департамента Европы и Америки МИД Казахстана. В 2003 году назначена первым секретарём департамента Европы и Америки МИДа.
С 2005 года работала советником заместителя премьер-министра Республики Казахстан, а с 2006 года — советником Министра иностранных дел Казахстана.
С 2007 года была заместителем заведующего отделом межпарламентских связей и международного сотрудничества Сената парламента Республики Казахстан, а с 2012 года — вновь советником министра иностранных дел Республики Казахстан.
С 2013 года была заведующей Отделом международных связей и протокола Сената Парламента Республики Казахстан.
18 мая 2019 года назначена Чрезвычайным и Полномочным послом Казахстана в Финляндской Республике и 24 августа 2019 года вручила президенту Финляндии Саули Нийнистё свои верительные грамоты.

## Награды
- Медаль «За укрепление парламентского сотрудничества» (12 апреля 2018 года, Межпарламентская ассамблея СНГ) — за особый вклад в развитие парламентаризма, укрепление демократии, обеспечение прав и свобод граждан в государствах — участниках Содружества Независимых Государств[4].
- Почётная грамота Совета МПА СНГ (16 апреля 2015 года, Межпарламентская ассамблея СНГ) — за активное участие в деятельности Межпарламентской Ассамблеи и её органов, вклад в укрепление дружбы между народами государств — участников Содружества Независимых Государств[5].